# Минарет Гобарау
Минарет Гобарау (хауса minaret Gobirau, minaret Goborau; араб. منارة غوباراو‎) — минарет в городе Кацина, северная Нигерия. Один из старейших архитектурных памятников города.

## Описание
Минарет Гобарау представляет собой 15-метровый минарет, расположенный в центре города Кацина. Является образцом ранней мусульманской архитектуры в городе. В здании размещён мусульманский теологический центр. Является символом города Кацина.

## История
Минарет является сохранившейся частью центральной мечети Гобарау. Данные о её постройке разнятся. По одним источникам строительство мечети датируется XV веком, временем правления Мухаммаду Корау (1445—1498). По другим данным мечеть была воздвигнута в XVI веке, когда Кацина стала важным торговым и административным центром в государстве Хауса. Минарет также использовался для обнаружения вражеских армий.
Мечеть Гобарау продолжал оставаться Центральной мечетью Кацины до начала XIX века, когда Саркин Кацина Уммарун Далладжи (1805—1835) построил новую мечеть. Не было найдено никаких письменных доказательств того, что привело к оставлению мечети Гобарау. Однако к началу XX века здание было полностью разрушено. В 1927 году обломки минарета сфотографировал Э. Март, один из преподавателей Кацинского колледжа. Эта фотография вызвала беспокойство не только у местных мусульман, но и британских колониальных властей. В результате эмир Альхаджи Мухаммаду Дикко поручил группе мастеров-строителей восстановить минарет. Минарет Гобарау изначально находился под контролем Совета эмирата Кацина, а затем, в 1959 году, был передан федеральному правительству Нигерии, когда минарет был объявлен национальным памятником Нигерии. В 2004 и 2009 году были проведены работы по реконструкции здания.